# مانو سانشيز (لاعب كرة قدم مواليد 2000)
مانو سانشيز (مواليد 24 أغسطس 2000) هو لاعب كرة قدم إسباني يلعب في مركز الظهير الأيسر في نادي أتلتيكو مدريد.

## روابط خارجية
- مانو سانشيز (لاعب كرة قدم،مواليد 2000) على موقع قاعدة بيانات كرة القدم.إي يو (الإنجليزية)
- مانو سانشيز (لاعب كرة قدم،مواليد 2000) على موقع ليكيب (الفرنسية)
- مانو سانشيز (لاعب كرة قدم،مواليد 2000) على موقع Soccerway.com (الإنجليزية)
- مانو سانشيز (لاعب كرة قدم،مواليد 2000) على موقع عالم كرة القدم.نت (الإنجليزية)